# Paulus Bor

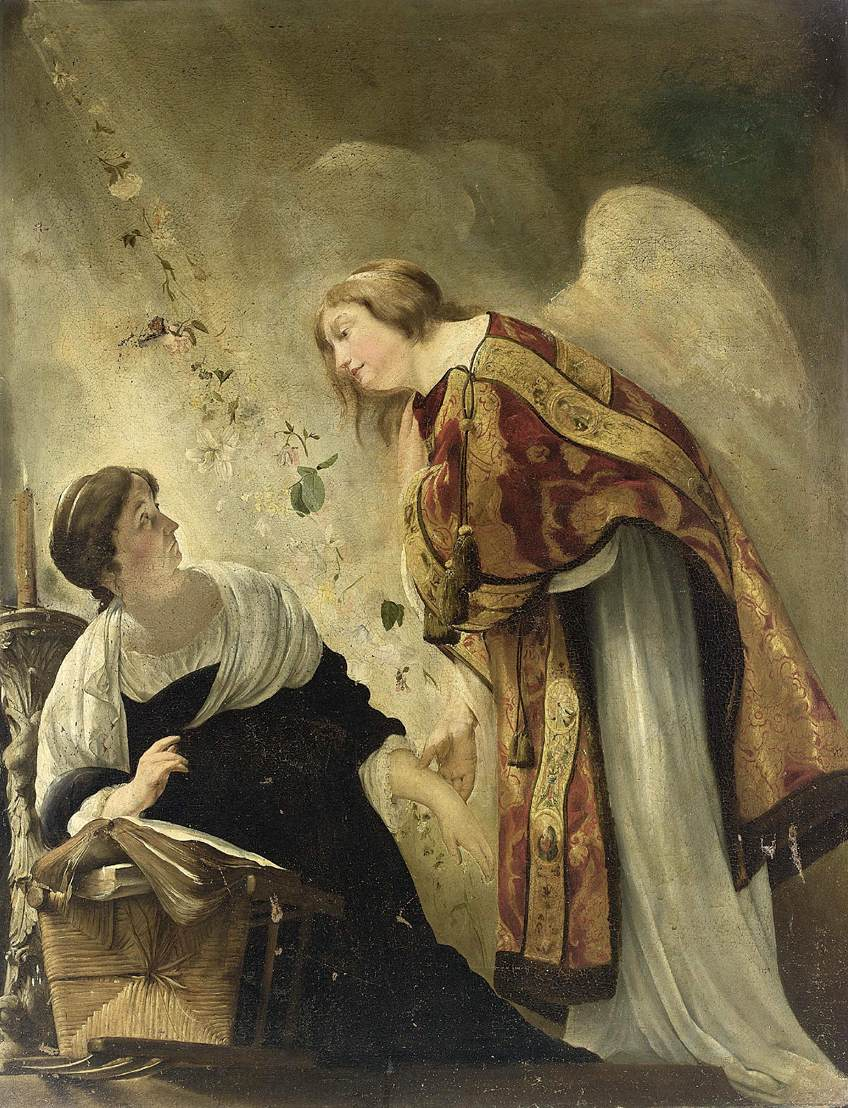
De annunciatie door Gabriël aan de Maagd van haar ophanden zijnde dood. National Gallery of Canada, Ottawa

Paulus Bor (Amersfoort, ca. 1601 - aldaar, 10 augustus 1669) was een Nederlandse kunstschilder.
Paulus Bor stamde uit een aanzienlijke, katholieke familie. Hij maakte een studiereis naar Rome waar hij behoorde tot de oprichters van de Bentvueghels. Hij had daar de bijnaam "Orlando". Hij keerde in 1626 weer terug naar Amersfoort. Hij werd door Jacob van Campen gevraagd deel te nemen aan de decoratie van paleis Honselaarsdijk van Frederik Hendrik. In 1656 werd hij regent van het godshuis "De Armen de Poth" in Amersfoort.
Bors schilderstijl sloot enigszins aan bij die van de Utrechtse schilders uit zijn tijd. Hij schilderde aanvankelijk enigszins caravaggistische historiestukken, maar al snel werden zijn werken beheerst door een classicisme, verwant aan dat van zijn stadsgenoot Jacob van Campen. Zijn schilderijen doen vreemd aan, door de ongebruikelijke composities, de wat primitieve techniek en de geheimzinnige onderwerpen.
- Biografisch Portaal: 05545389
- Gemeinsame Normdatei: 13274175X
- International Standard Name Identifier: 0000 0000 8247 4955
- KulturNav: dd5585dc-48ba-48fc-8c87-5848873ffa13
- RKD-Nederlands Instituut voor Kunstgeschiedenis: 10675
- Union List of Artist Names: 500027875
- Virtual International Authority File: 62717463
- WorldCat: E39PBJwdbG677jC9WfqgkCQwmd